# Živa zažgana
Živa zažgana je biografski roman avtorice Souad, ki ga je napisala s pomočjo Marie-Thérèse Cuny. Avtorica, po rodu Jordanka, opisuje svoje kruto življenje v islamski deželi Jordaniji, kjer moški krojijo usodo žensk. Izvirni naslov, Bruleé vive, je prevedla Alenka Moder Saje.

## Vsebina
Zgodba govori o deklici Souad, ki se želi poročiti, da bi se rešila očeta, ki jo kar naprej zmerja in pretepa. Ampak najprej se je mora po tamkajšnjih zakonih poročiti njena starejša sestra. Pri 17. letih se Souad prvič zaljubi v njihovega soseda. Imeta kratko romanco, ki se za Souad konča usodno, saj z njim zanosi. To za njo pomeni smrt. Ko za to izvejo domači, se odločijo, da jo bodo usmrtili, saj jim je nakopala veliko sramoto. Za izvedbo umora določijo njenega svaka. Ta jo polije z bencinom in zažge. V očeh vaščanov je junak, ker je izvršil zločin iz časti, v resnici pa je zagrešil umor.

## Zbirka
Roman je izšel v zbirki Žepna knjiga.

## Izdaje in prevodi
- Izvirnik je napisan v francoskem jeziku z naslovom Bruleé vive, ki je izšel leta 2003.
- Slovenska izdaja romana pa je izšla leta 2004 (COBISS)